# Угаров Федір Якович
Фе́дір Я́кович Уга́ров (14 [26] лютого 1885, Тверська губернія, Російська імперія — 22 квітня 1932, Берлін, Німеччина) — радянський партійний і профспілковий діяч. Член ВУЦВК та ЦВК СРСР. Член ЦК КП(б)У в грудні 1921 — грудні 1925 року. Член Організаційного бюро ЦК КП(б)У в січні 1922 — квітні 1923 року. Член Політичного бюро ЦК КП(б)У в травні — жовтні 1922 р. і в квітні 1923 — грудні 1925 року. Кандидат у члени Політичного бюро ЦК КП(б)У в жовтні 1922 — квітні 1923 року. Кандидат у члени ЦК ВКП(б) у грудні 1925 — грудні 1927 року. Член ЦК ВКП(б) у грудні 1927 — червні 1930 року.

## Біографія
Народився 14 (26) лютого 1885 року в Тверській губернії (у верхів'ях Волги) в багатодітній селянській родині. Закінчив церковнопарафіяльну школу.
З 1896 року був учнем на мануфактурному складі, потім працював підручним слюсаря, робітником-слюсарем на заводах за Невською заставою, в Гавані, Балтійському, Авіаційно-Щетинському в Санкт-Петербурзі.
Член РСДРП з 1905 року.
З 1905 року вів партійну роботу в Балтійському підрайоні Санкт-Петербурга. Неодноразово заарештовувався і відбував заслання в Астраханській губернії (1906—1909 роки). Із заслання втік, переїхав до Баку, де працював на ремонті суден.
У 1909 році повернувся до Санкт-Петербурга, з 1909 по 1912 рік працював на текстильній фабриці, був організатором міського комітету РСДРП. З 1912 по 1914 рік працював текстильником і муляром, був членом страхової ради міста Санкт-Петербурга. У 1914 році працював на аеропланному заводі, належав до Спілки текстильників Санкт-Петербурга. З 1914 році працював робітником-слюсарем на заводі «Вулкан» у Петрограді, вибирався до каси хворих заводу.
З березня 1917 року — член Петроградської ради робітничих і солдатських депутатів, член комісаріату Петроградської сторони. На короткий час виїжджав для проведення агітації до Кавказької армії. У 1017 році брав участь у організації Червоної гвардії в Петрограді, у Жовтневому збройному повстанні, потім працював у Народному комісараті праці РРФСР, обирався членом правління загальноміської каси хворих у Петрограді. 
У 1918–1919 роках — на політичній роботі в Червоній армії на Південному та Західному фронтах. 
У 1919—1922 роках — голова Київської губернської ради професійних спілок, заступник голови Південного бюро ВЦРПС.
У 1922—1925 роках — голова Південного бюро ВЦРПС і голова Всеукраїнської ради профспілок (ВУРПС) (з листопада 1924 року). 
У 1925—1929 роках — голова Ленінградської обласної ради профспілок.  
На XIV з'їзді ВКП(б) (1925) обраний кандидатом в члени ЦК ВКП(б) (з 31.12.1925 по 2.12.1927), на XV (1927) — членом ЦК ВКП(б) (з 19.12.1927 по 26.6.1930). У 1928–1929 роках брав участь у правому ухилі у ВКП(б).
У 1929—1932 роках — голова правління треста «Моссередпром» (Москва).
Помер 22 квітня 1932 року в Берліні, де лікувався від важкої хвороби. Похований на Новодівочому цвинтарі Москви.

## Нагороди та відзнаки
- Орден Трудового Червоного Прапора